# أولاد موسى (إزحيليكة)
أولاد موسى هي إحدى مشيخات المملكة المغربية، تتبع جغرافيا لإقليم الخميسات وإداريًا لإزحيليكة. يقدر عدد سكانها بـ 34378 نسمة حسب الإحصاء الرسمي للسكان والسكنى لسنة 2004.